# Rezzano-Nicosia
Rezzano-Nicosia è una frazione del comune italiano di Calci, nella provincia di Pisa, in Toscana.

## Geografia fisica
Rezzano-Nicosia è situata in pianura, al limite orientale della Val Graziosa di Calci, lungo la strada che conduce a Montemagno. La frazione è attraversata dal torrente Zambra di Montemagno (4 km) e in località Nicosia scorre il Vallino di Nicosia (1 km), piccolo corso d'acqua che nasce dal Monte Verruca (537 m) e va ad immettersi nello Zambra. Poco a sud di Nicosia, nei boschi salendo verso la Verruca, si trova la sorgente chiamata fonte di Sant'Agata.
La frazione si presenta come composta da due centri abitati maggiori, Rezzano e Nicosia, uniti in un'unica area urbana insieme ad altre località minori come Cappetta, L'Aietta, Pian di Sodo e Venezia. Rezzano-Nicosia confina ad ovest con La Corte-San Piero, a sud con il Monte Verruca, ad est con Montemagno e a nord con la Certosa di Calci. La frazione inoltre dista poco più di 1 km dal capoluogo comunale e circa 12 km da Pisa.

## Storia

### Rezzano
Rezzano è la più antica delle località che compongono la frazione, in quanto menzionata in un documento dell'archivio arcivescovile di Pisa del 12 novembre 964, dove si legge di possedimenti terrieri di un certo conte Rodolfo in questa zona. Il toponimo è di origine latina e proviene da Rethianus. La località è nominata nuovamente in uno strumento del 1177, rogato proprio a Rezzano, con il quale Uguccione figlio di Ugo riceveva in enfiteusi dalla mensa arcivescovile di Pisa alcuni beni tra Rezzano e Campo.
In origine, nel XIII secolo il convento di Sant'Agostino di Nicosia era appellato "di Rezzano" in virtù della maggiore importanza di questa località in epoca medievale.

### Nicosia

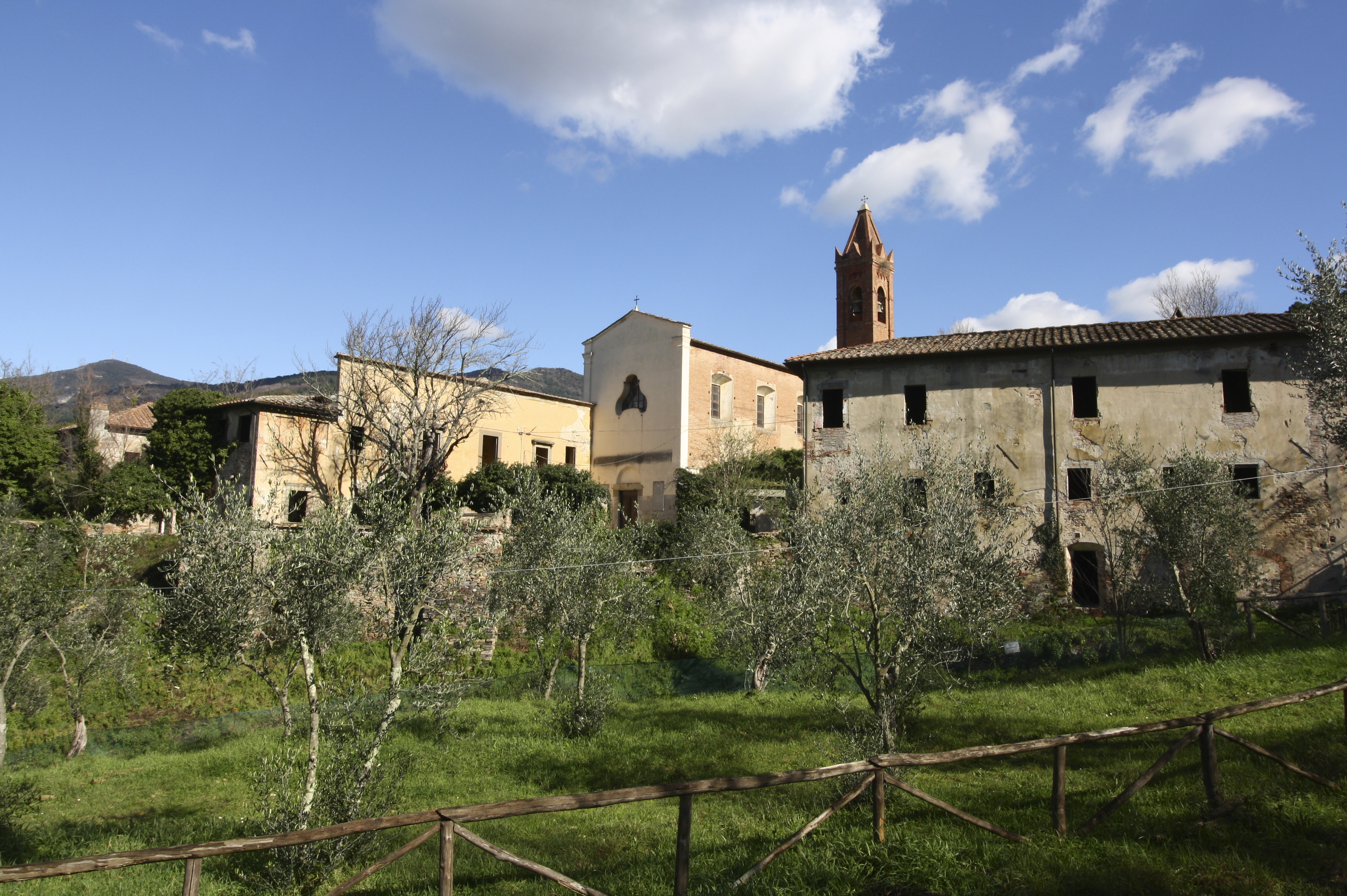
Nicosia

Nicosia è la località più importante tra quelle che compongono la frazione ed è sorta a partire dal XIII secolo quando è stato edificato il complesso conventuale di Sant'Agostino. Il monastero fu fatto costruire intorno al 1264 per volere di Ugo da Fagiano, arcivescovo di Nicosia di Cipro, in un'area boschiva fino ad allora proprietà dei monaci cistercensi di San Michele alla Verruca. Il complesso era originariamente chiamato "episcopia" e successivamente "Sant'Agostino a Rezzano", data la maggiore importanza del vicino borgo. Nel 1292 si registrò a Nicosia un attacco con saccheggio da parte dei Lucchesi, alleati con Firenze contro i Pisani.
Nei secoli successivi il convento di Nicosia crebbe di importanza, e con decreto del 28 maggio 1404 il podestà Gabbriello Maria Visconti di Pisa esentò gli Agostiniani da ogni imposizione o tassa. Con la soppressione dell'ordine, il convento passò verso la fine del XVIII secolo ai frati francescani e la chiesa di Sant'Agostino fu eretta in parrocchia.
Nel 1833 si contavano a Nicosia 463 abitanti.
Da sempre borgata alla dipendenze di Montemagno, fu con esso frazione di Vicopisano fino al 1884, anno in cui passarono al comune di Calci.

## Monumenti e luoghi d'interesse
- Chiesa e convento di Sant'Agostino, principale edificio di culto della frazione e sede di parrocchia, è stato costruito tra il 1258 e il 1264 per volontà di Ugo da Fagiano, arcivescovo di Nicosia di Cipro. L'edificio presenta una semplice struttura ad aula unica con copertura a capanna e campanile in laterizio. All'interno si trovano decorazioni a fresco e a tempera dei secoli XVIII e XIX.
- Casa natale di Silvestro Centofanti, situata presso la località di Rezzano, vi nacque nel 1794 il filosofo e letterato Silvestro Centofanti e vi è stata affissa una lapide in sua memoria.[7]